# Лемус, Нельсон
Нельсон Рутилио Лемус Чавес (исп. Nelson Rutilio Lemus Chávez; 10 ноября 1960 — 12 марта 1977) — сальвадорский католик, убитый в 16-летнем возрасте в период неурядиц в стране, приведших к гражданской войне.
Он принимал активное участие в жизни своего прихода, помогал другим с чтением Библии, звонил в церковные колокола во время мессы. Лемус был убит в 1977 году на грунтовой дороге среди полей сахарного тростника по пути на мессу вместе с Мануэлем Солорсано и священником-иезуитом Рутилио Гранде Гарсией, попав в засаду троих ультраправых боевиков проправительственного «эскадрона смерти».
Лемус был причислен к лику блаженных в 2022 году в Сан-Сальвадоре вместе со своими двумя спутниками и священником Космой Спессотто, также жертвой террора в стране.

## Жизнь
Нельсон Рутилио Лемус Чавес родился 10 ноября 1960 года в Эль-Пайснале в департаменте Сан-Сальвадор и был старшим из восьми сестер и одного брата; его мать была домохозяйкой, а отец работал в местном почтовом отделении. С детства страдал от эпилепсии.
Его родителям неоднократно угрожали из-за их участия в движении «Делегаты Слова» в местном приходе. Юный Лемус получил должность звонаря в церковные колокола во время мессы и часто помогал своему приходскому священнику в его обязанностях по церкви. Он также принимал участие в нескольких пастырских мероприятиях в приходе и помогал другим читать Библию. Его сестра Динора Лемус (которой было девять лет на момент убийства брата) позже вспоминала, что у её брата был «дар помогать» и что он прилежно учился в школе. В свободное время Лемус любил запускать воздушные змеи-пискучи вместе с друзьями.
12 марта 1977 года после того, как Лемус отнёс дрова своей крестной матери, он сопровождал иезуитского священника Рутилио Гранде Гарсию и его пожилого спутника Мануэля Солорсано на вечернюю мессу, а затем чтение новенны святому Иосифу. Однако трое сальвадорских силовиков устроили их машине засаду на грунтовой дороге посреди поля сахарного тростника (примерно в километре от Агилареса) и около 5 часов вечера изрешетили их бело-черный «Фольксваген» пулемётным огнём. Солорсано попытался заслонить спутников своим телом, которое пронзили десять пуль. У самого Лемуса в голове пять пулевых отверстий, а в Гранде выстрелили восемнадцать раз, так как он был главной мишенью. Новости о трёх погибших появились только между 17:30 и 18:00. Архиепископ Сан-Сальвадора Оскар Арнульфо Ромеро-и-Гальдамес, друг Рутилио Гранде, возглавил заупокойную мессу в архиепископском соборе.

## Беатификация
Процесс беатификации Лемуса и двух его спутников начался после того, как Конгрегация по канонизации святых издала официальный указ «nihil obstat» (отсутствие возражений), который позволил архиепархии Сан-Сальвадора провести расследование их жизни, святости и обстоятельств гибели (если их убийцы действовали «in odium fidei» — «из ненависти к вере», — для их беатификации не требуется никакого чуда). Процесс начался в Сан-Сальвадоре 8 января 2016 года и завершился несколько месяцев спустя, 16 августа. Однако был инициирован дополнительный процесс, охватывающий период с 17 марта 2017 года по 6 июня следующего года; 2 марта 2018 года Конгрегация в Риме подтвердила соответствие обоих процессов установленным нормам.
Комиссия теологов дала своёодобрение 19 сентября 2019 года, а кардиналы и епископы — 18 февраля 2020 года. Папа Франциск 21 февраля 2020 года подписал указ, разрешающий их беатификацию, однако первоначальная предварительная дата в августе была отложена из-за пандемии COVID-19 . Беатификация состоялась 22 января 2022 года, и от имени Папы Римского обряд возглавил кардинал Грегорио Роса Чавес.